# Deltochilum fuscocupreum
Deltochilum fuscocupreum là một loài bọ cánh cứng trong họ Bọ hung (Scarabaeidae).